# ベン・ライス
ベンジャミン・キンボール・ライス（Benjamin Kimball Rice, 1999年2月22日 - ）は、アメリカ合衆国マサチューセッツ州ノーフォーク郡コハセット出身のプロ野球選手（一塁手、捕手）。右投左打。MLBのニューヨーク・ヤンキース所属。

## 経歴

### プロ入り前
マサチューセッツ州ノーフォーク郡コハセットで生まれ育つ。野球を始める前はアイスホッケーに打ち込んでいた。周りの友人の多くが地元のボストン・レッドソックスのファンだった一方、自身はそのライバルであるニューヨーク・ヤンキースのファンであり、デレク・ジーターに憧れていた。中学の頃からスペイン語を学んでいる。

### プロ入りとヤンキース時代
2021年のMLBドラフト12巡目（全体363位）でヤンキースから指名されプロ入り。傘下のルーキー級フロリダ・コンプレックスリーグ・ヤンキースでプロデビューした後にA級タンパ・ターポンズへ昇格し、2チーム合計で23試合に出場して打率.197を記録した。
2022年はA級タンパで68試合に出場して打率.267、9本塁打、36打点を記録した。
2023年はA級タンパで開幕を迎え、シーズン途中にA＋級ハドソンバレー・レネゲーズ、AA級サマセット・ペイトリオッツへ昇格。3チーム合計で73試合に出場して打率.324、20本塁打、68打点を記録した。
2024年はAA級サマセットで開幕を迎え、6月5日にAAA級スクラントン・ウィルクスバリ・レイルライダースへ昇格。18日にメジャー契約を結びアクティブ・ロースター入りし、同日のボルチモア・オリオールズ戦に先発出場してメジャーデビューを果たした。7月6日のレッドソックス戦にて、ヤンキースのルーキーとしては史上初となる1試合3本塁打を記録した。この試合では7打点を記録し、ルー・ゲーリッグと並ぶヤンキースのルーキー記録であった。
2025年5月11日、オークランド・アスレチックス戦でキャリア初の満塁本塁打を放った。

## 家族
父のダンはブラウン大学出身の元野球選手。

## 詳細情報

### 年度別打撃成績
| 年 度    | 球 団    | 試 合 | 打 席 | 打 数 | 得 点 | 安 打 | 二 塁 打 | 三 塁 打 | 本 塁 打 | 塁 打 | 打 点 | 盗 塁 | 盗 塁 死 | 犠 打 | 犠 飛 | 四 球 | 敬 遠 | 死 球 | 三 振 | 併 殺 打 | 打 率 | 出 塁 率 | 長 打 率 | O P S |
| -------- | -------- | ----- | ----- | ----- | ----- | ----- | -------- | -------- | -------- | ----- | ----- | ----- | -------- | ----- | ----- | ----- | ----- | ----- | ----- | -------- | ----- | -------- | -------- | ----- |
| 2024     | NYY      | 50    | 178   | 152   | 20    | 26    | 6        | 0        | 7        | 53    | 23    | 0     | 1        | 0     | 5     | 20    | 0     | 1     | 48    | 2        | .171  | .264     | .349     | .613  |
| MLB：1年 | MLB：1年 | 50    | 178   | 152   | 20    | 26    | 6        | 0        | 7        | 53    | 23    | 0     | 1        | 0     | 5     | 20    | 0     | 1     | 48    | 2        | .171  | .264     | .349     | .613  |

- 2024年度シーズン終了時

### 年度別守備成績
| 年 度 | 球 団 | 捕手（C） | 捕手（C） | 捕手（C） | 捕手（C） | 捕手（C） | 捕手（C） | 捕手（C） | 捕手（C） | 捕手（C） | 捕手（C） | 捕手（C） | 一塁（1B） | 一塁（1B） | 一塁（1B） | 一塁（1B） | 一塁（1B） | 一塁（1B） |
| 年 度 | 球 団 | 試 合     | 刺 殺     | 補 殺     | 失 策     | 併 殺     | 守 備 率  | 捕 逸     | 企 図 数  | 許 盗 塁  | 盗 塁 刺  | 阻 止 率  | 試 合      | 刺 殺      | 補 殺      | 失 策      | 併 殺      | 守 備 率   |
| ----- | ----- | --------- | --------- | --------- | --------- | --------- | --------- | --------- | --------- | --------- | --------- | --------- | ---------- | ---------- | ---------- | ---------- | ---------- | ---------- |
| 2024  | NYY   | 1         | 0         | 0         | 0         | 0         | ----      | 0         | 0         | 0         | 0         | ----      | 49         | 273        | 14         | 2          | 21         | .993       |
| MLB   | MLB   | 1         | 0         | 0         | 0         | 0         | ----      | 0         | 0         | 0         | 0         | ----      | 49         | 273        | 14         | 2          | 21         | .993       |

- 2024年度シーズン終了時

### 背番号
- 93（2024年）
- 22（2025年 - ）